# 윌리엄 백스터
윌리엄 허버드 백스터 3세(William Hubbard Baxter III, 1949년 3월 3일)는 중국어의 역사를 전문으로 하는 미국의 언어학자로, 상고한어 재구에 관한 연구로 잘 알려져 있다.

## 생애
1979년 코넬 대학교에서 언어학 박사학위를 취득하고 1983년부터 미시간 대학교에서 교편을 잡았다.
1992년 출판한 A Handbook of Old Chinese Phonology는 상고한어 음운 재구에 관한 표준적 참고자료가 되고 있다. 프랑스 국립과학연구센터의 로랑 사가르와 함께 상고한어의 음운, 어휘, 형태론을 발전시켜 2014년 Old Chinese: A New Reconstruction를 출판했고 거의 5천 개에 달하는 단어 재구가 온라인으로 공개되었다. 이 책으로 2016년 백스터와 사가르는 미국 언어학회로부터 Leonard Bloomfield Book Award을 수여받았다.